# Девакез, Жюль
Жюль Деваке́з (фр. Jules Dewaquez, произносится [dəvakɛz]; 9 марта 1899, Париж — 12 июня 1971, Лион) — французский футболист и тренер. Капитан сборной Франции.

## Карьера
Жюль Девакез начал свою карьеру в 1915 году в клубе «Сен-Дени». В 1917 году он перешёл в клуб «Олимпик Пантин» (позже этот клуб стал называться «Олимпик Париж»), в котором Девакез выиграл кубок Франции в 1918, а через год «Олимпик» вновь вышел в финал турнира, но проиграл клубу «КАС». Во время игры в Олимпике, Девакез дебютировал в сборной Франции в матче 18 января 1920 года против Италии, в котором французы были разгромлены 4:9. После матча с Италией, несмотря на поражение, Девакез стал твёрдым игроком основы сборной команды, участвуя во всех играх французов в 1920 году, включая два матча Олимпиаде 1920 в Антверпене.
Летом 1924 года Девакез перешёл в клуб «Олимпик Марсель», в том же сезоне, но уже в 1925 году Девакез участвовал в знаменитом матче 25 мая Англия-Франция, когда англичане после двух травм своих игроков были вынуждены заканчивать матч вдевятером, но всё же смогла удержать победу 3:2, но один из двух голов французов забил Девакез, он же смог травмировать вратаря англичан Фредди Фокса, после чего то покинул поле на 75-й минуте встречи. В 1926 году Девакез выиграл свой первый титул с «Марселем», кубок Франции, а через год повторил свой успех. Девакез поехал с французской сборной на Олимпиаде 1928 в Амстердам, но там французы проиграли Италии 3:4. 1929 год стал последним для Девакеза в футболке национальной команды, он провёл два матча: 9 мая с Англией (поражение Франции 1:4) и 17 мая с Бельгией (вновь поражение 1:4), всего за сборную Франции Девакез провёл 41 матч и забил 12 мячей, 4 раза он выводил команду на поле с капитанской повязкой.
В 1930 году Девакез перешёл в клуб «Ницца», в котором в 1932 году получил статус профессионального футболиста, а год спустя ушёл в клуб «Безье», в котором выполнял функции играющего тренера команды и завершил свою спортивную карьеру.
После второй мировой войны Девакез вернулся в футбол, но уже в качестве тренера. Он работал с такими клубами, как «Гренобль», «Олимпик Марсель», «АС» из Экс-ан-Прованса и «Олимпик Лион».

## Достижения
- Обладатель кубка Франции: 1918, 1926, 1927; финалист: 1919, 1921